# Dibyendu Barua
Dibyendu Barua (দিব্যেন্দু বড়ুয়া; Calcutta, 27 ottobre 1966) è uno scacchista indiano.
Nel 1991 è diventato il secondo indiano, dopo Vishy Anand, ad ottenere il titolo di Grande Maestro.
Nel 1978, all'età di 12 anni, è stato il più giovane partecipante al Campionato indiano.
Nel 1982, all'età di 16 anni, vinse una partita contro Viktor Korchnoi , allora n. 2 del mondo nella lista Elo della FIDE, nel torneo Lloyds Bank Masters Open di Londra.
Tre volte vincitore del campionato indiano: nel 1983, 1998 e 2001. 
Dal 1988 al 2000 ha partecipato con l'India a sette Olimpiadi degli scacchi, ottenendo complessivamente il 57,1% dei punti. Alle olimpiadi di Novi Sad 1990 ha vinto una medaglia d'oro per il miglior risultato in 2a scacchiera (+6 –0 =5).
Ha ottenuto il massimo rating FIDE in luglio 2003, con 2.561 punti Elo.